# Dascyllus marginatus
Dascyllus marginatus és una espècie de peix de la família dels pomacèntrids i de l'ordre dels perciformes.

## Morfologia
Els mascles poden assolir els 6 cm de longitud total.

## Distribució geogràfica
Es troba al Mar Roig i al Golf d'Oman.